# Bahretal
Bahretal es un municipio situado en el distrito de Suiza Sajona-Montes Metálicos Orientales, en el estado federado de Sajonia (Alemania), a una altitud de 300 metros. Su población a finales de 2016 era de unos 2200 habs. y su densidad poblacional, 60 hab/km².